# Astrochalcis tuberculosus
Astrochalcis tuberculosus is een slangster uit de familie Gorgonocephalidae.
De wetenschappelijke naam van de soort werd in 1905 gepubliceerd door René Koehler.